# 最後的時間領主
〈最後的時間領主〉（英語：Last of the Time Lords）是英國科幻電視劇《異世奇人》系列3的第13集，也是該系列的最終回，2007年6月30日在BBC One首播。這集的的編劇是拉塞爾·T·戴維斯，由科林·傑夫執導。在演員方面，除了固有的大衛·田納特飾演博士和費馬·阿吉曼扮演的瑪莎·鐘斯外，約翰·巴洛曼詮演的傑克·夏尼斯隊長及出演法師的約翰·森也有很重的戲份。
這集繼承〈烏托邦〉和〈鼓聲〉，講述博士的天敵法師使計奪取博士的TARDIS，回到當代的倫敦出任英國首相，並通過殺戮逐步完成征服世界的野心。然而，法師還有進一步的野心：成為宇宙的主宰。被法師老化的博士只能依靠鐘斯進行反擊。同時，基於劇情考慮，鐘斯會於本集離開博士，傑克隊長則會在系列4才歸來。節目首播期間一共吸引861萬人收看，取得的評價多樣，從正面到負面都有。

## 劇情
〈烏托邦〉和〈鼓聲〉提到法師奪去博士的TARDIS，後以薩克森的名義當選為英國首相。隨後，他與外星生物「圖飛球」屠殺全球十分一的人口。一年以後，地球已成為生人勿近的星球，而法師已是世界的統治者。儘管如此，一些人還是計劃反抗，其中包括鐘斯。按照博士的吩咐，她在全球各地收集指定的毒液，用以殺死法師。現在，只餘下一種毒液就成事。於是，她與醫生湯馬士·米利根去找多徹蒂教授。眾人成功捕捉「圖飛球」後將之研究，赫然發現這種生物竟是由人類改造而成。原來，法師利用「烏托邦」之名吸引一百億年後的人類逃到這個號稱為宇宙末日而建的避難處。然而，當一眾人類來到「烏托邦」之時，卻被法師一一改造成「圖飛球」。同時，為了避免「圖飛球」屠殺其祖先而絕後，令法師的計劃因祖父悖論而落空，他把博士的TARDIS改裝成「悖論機」（Paradox Machine），即一款能兼容任何矛盾的機械。
在取得成果後，鐘斯和米利根離開，二人又把刺殺法師的大計告之多徹蒂教授。不料，多徹蒂教授因兒子被當成人質而把鐘斯的計劃完完全全地轉告給法師。法師不久後來到，迫使鐘斯現身並毀滅毒液。為令博士親眼目睹鐘斯被處死，法師把她帶到空中航空母艦「勇士號」上。同時，法師侵略宇宙的計謀已踏入最後階段，只要黑洞裂痕打開後，數以萬計的火箭就會向各星球發射，「圖飛球」還會在各地施殺，屆時各星球均會向法師投降。鐘斯聞之，譏笑法師的計劃可笑。原來，鐘斯環遊世界的真正目的並非收集毒液，而是向世人介紹博士，這是因為法師的「大天使計劃」能令人莫名地恐懼他，故博士認為只要眾人也相信有人能擊倒法師，其陰謀就不能實行。
果然，這時全球人類唸著「博士」這稱號時，博士回復力量。另一邊廂，傑克隊長成功逃脫，他破壞「悖論機」，令法師之前建立的「圖飛球」消失，時間則回到366日前，即法師當選首相之前。鐘斯之母法蘭絲提議殺死法師，博士想原諒他。就在這時，法師之妻露絲槍殺其夫。博士呼籲法師重生，但遭到後者拒絕，然後離世。博士奪回TARDIS，傑克隊長決定回歸火炬木小組，鐘斯也因要當醫生而離開博士。博士獨自乘座TARDIS離開地球，此時一艘名為鐵達尼號的船撞向TARDIS，為下一集埋下伏線。

### 前後連接
在這集開始時，畫面顯示「太陽三號」，即地球被列為極度危險的地方。這名稱源於1976年播出的〈致命刺客〉，時間領主會把地球稱作「太陽三號」。隨後，鐘斯走遍世界，以收集由火炬木小組和UNIT製作的毒液以刺殺法師，火炬木小組和UNIT是《異世奇人》中的神秘組織，前者由維多利亞女王於〈牙與爪〉宣佈成立，用以研究博士和各種神秘事件；後者由博士等人成立，是一個隸屬聯合國旗下的組織，成立目的是防範外星生物入侵地球。在與多徹蒂教授會面前，米利根問鍾斯有什麼特別的經歷，她指曾與莎士比亞會面，指的是〈勇救莎翁〉一集。另外，鐘斯在這一年間的經歷在《異世奇人》衍生小說《瑪莎的故事》中有所記載。
另外，博士在勇士號在偷取法師的光速起子後卻無法使用它是因為這起子的同形技術。同形技術是《異世奇人》中的一種概念，即只有物件的主人才能啟動它，這技術首見於1975年的〈火星金字塔〉，後在〈史密斯與瓊斯〉再度出現。法師在得悉博士偷取其光速起子後譏笑他這個曾以一人之力匹敵西魯雷恩人和艾斯奧（Axons）的博士已不復存在，指的是1972年播出的〈海魔〉和〈艾斯奧之爪〉。
博士在擊退法師後取回他的斷掌，這斷掌源於〈聖誕入侵〉，後在〈烏托邦〉和〈鼓聲〉時被法師取去。在隨後的〈博士之女〉、〈被盜地球〉／〈旅程終結〉合集中，這斷掌再次發揮其作用。在劇終時，傑克隊長透露他的同鄉稱他為保依臉。保依臉同時是《異世奇人》中的神秘生物，他曾出現於〈世界末日〉、〈新地球〉和〈封閉高速〉。至今，保依臉是否就是傑克隊長依是個未解之謎；演員巴洛曼向提問的粉絲表示，自己堅信傑克就是保依臉。此外，鐘斯在這集決定離開博士。儘管如此，她在2009年聖誕節至2010年新年播出的〈時之終結〉再度登場。另外，在法師的葬禮中，有人拿走了他的戒指，這戒指隨後同樣會在《時之終結》出現。

## 製作

### 劇本創作
《最後的時間領主》這名稱源於一部難產的《異世奇人》電影。在這一集，鐘斯決定離開博士。《異世奇人》的執行製作人兼本集的編劇拉塞爾·T·戴維斯指早在2006年的下半年時已決定讓鐘斯離開。戴維斯指這個系列的主題是「暗戀」，鐘斯在和博士遊經的一整年整明白到博士只會視她為友人，而非愛人，加上要完成當醫生的心願而立下決心，離開博士。戴維斯認為這是「角色的成長」，故將這決定告之鐘斯的扮演者費馬·阿吉曼。阿吉曼對於離開不覺得遺憾，因鐘斯這角色在最後「拯救了整個世界」，又云成為博士身邊的同伴是一件相當了不起的事。對於保依臉的再現，戴維斯指這是博士「與他的老朋友再會」。戴維斯在《異世奇人雜誌》透露，在2004年時他已設想出「圖飛球」這種「會飛的球狀外星生物」，並曾兩度想將這生物加入劇中﹕其中一次是因戴立克的原創人兼版權擁有人泰利·萊遜死前不想其筆下的角色再次出現；另一次是在編寫〈撒旦坑〉時想不出深坑中的外星生物有何特徵。
這集的拍攝劇本與初稿有不少分別。比如據最初的設定，米利根會反叛鐘斯，並把她的行蹤告訴法師，但在最終的劇本，出賣鐘斯的是多徹蒂教授。鐘斯的兄長李奧原會與米利根一同接應其妹，但因李奧的扮演者雷吉·耶茨未能抽空演出而令這幕改為米利根一人到會。在勇士號上，法師原定登場時會長篇大論地演講，後變成在剪刀姊妹的〈I Can't Decide〉配樂下戲弄博士。另外一幕是新增的，那就是有人拿走了法師的戒指。在初稿中，這幕並不存在。

### 拍攝
科林·傑夫擔任〈鼓聲〉和本集的導演。此前，他未曾替《異世奇人》執導，但他是衍生劇《火炬木小組》及《珍姐科幻大冒險》的導演之一。考慮到之前未有拍攝《異世奇人》的經驗，傑夫事前作出一些準備，其中包括觀看所有與法師有關的劇集。這合集於2007年2月7日開鏡，3月7日殺青。上布製作室是主要的內景，用以充當TARDIS和勇士號的內部。
其餘的鏡頭在外景拍攝，位於巴里的巴里島沙灘用作米利根與鐘斯會合的地方，一間在卡迪夫灣的空置工廠是多徹蒂教授的研究所，而威爾斯千禧中心則為傑克隊長與博士分手的地方。此外，戴維斯起初安排殺掉法師的第4種毒液會藏在唐寧街10號，當鐘斯在到達此地時她被會法師發現然後被帶回勇士號。然而，戴維斯後來取消了這幕，令這集無須於新搭建的唐寧街佈景拍攝。因此，戴維斯笑言會他被負責這佈景的劇組人員「拋出門外」。
這集片長51分鐘，但電視台要求節目必須在50分鐘內完成，故劇組須剪去一些鏡頭。這些被剪去的場面包括法師在勇士號威脅殺死蒂殊時，後者稱「人總有一死，只是時間問題」以及博士在取勝後法師的待衛作出最後的掙扎。

## 發行和反響
〈最後的時間領主〉2007年6月30日在BBC One播映。為宣傳這集，劇組原定安排會在特拉法加廣場播出此集，但因暴雨而取消。收視報告指，這集共有861萬人在英國收看，收視率為41%。欣賞指數方面，這集的得分是88分，榮獲「卓越」級別。
〈最後的時間領主〉取得的評價多樣。影音俱樂部的阿拉斯代爾給此集的評分是A，他尤其欣賞博士原諒法師的劇情。IGN的特拉維斯·費科特在10分為滿分下給這集8.4分，他喜歡博士與法師對抗的過程以及博士與鐘斯分離的一幕，但同時他認為劇中的結局「邏輯上說不清」。史堤芬·希魯克在《衛報》的網誌表示這集的結局可謂「史詩級」，但對博士過輕的戲份感到失望。What Culture的當·巴特勒在8集新版《異世奇人》結局中逐一排名，《最後的時間領主》排名第6，又稱這集「令人著迷」。
《SFX》的戴夫·格爾德給這集3星半，他讚揚森和阿吉曼的演出，並欣賞劇中的效果，但同時認為博士一角被邊緣化，故指這結局是《異世奇人》3個系列中「最不令人滿意」的季度結局。《舞台》的馬克·賴特同樣認為這集是最失敗的結局，明言劇情不合理又失缺主旨，唯一的可取之處是鐘斯帶動了整集的高潮。DVD Talk的尼克·里昂斯將〈鼓聲〉與這集一同評論，認為這兩集是整個系列最差的，儘管有傑克隊長和法師的回歸，但依無法掩蓋這兩集沉悶的事實。

## 資料來源
1. 1 2  .   [2007-07-01]. （原始内容存档于2007-08-10）.
2. 1 2 3 4 5 6  Burk, Graeme; Smith?, Robert.  1st. ECW Press. 2012-03-06: 176-177. ISBN 1-55022-984-2.
3. ↑  Burk, Graeme; Smith?, Robert.  1st. ECW Press. 2012-03-06: 238-239. ISBN 1-55022-984-2.
4. 1 2  Burk, Graeme; Smith?, Robert.  1st. ECW Press. 2012-03-06: 265-266. ISBN 1-55022-984-2.
5. 1 2  doctor who magazine special edition. 2007, (17): 7.
6. 1 2 3 4 5 6 7 8 9 10 11  doctor who magazine special edition. 2007, (17): 112–125.
7. 1 2 3  . Doctor Who: A Brief History Of Time (Travel). 2014-07-06  [2015-09-15]. （原始内容存档于2013-11-04）.
8. ↑  Doctor Who Magazine. August 2007, (386): 6.
9. ↑  . Doctor Who News.   [2014-12-27]. （原始内容存档于2015-10-18）.
10. ↑  . AV Club. 2014-04-20  [2015-09-15]. （原始内容存档于2017-08-20）.
11. ↑  Fickett, Travis. . IGN. 2007-10-08  [2012-03-26]. （原始内容存档于2010-01-15）.
12. ↑  Brook, Stephen. . Guardian Unlimited. 2007-07-02  [2008-08-10]. （原始内容存档于2008-07-02）.
13. ↑  Butler, Dan. . What Culture. 2015-05-04  [2015-09-18]. （原始内容存档于2016-03-04）.
14. ↑  Golder, Dave. . SFX. 2007-06-30  [2012-03-26].
15. ↑  Wright, Mark. . The Stage. 2007-07-01  [2013-10-10]. （原始内容存档于2011-07-20）.
16. ↑  Lyons, Nick. . DVD Talk. 2007-10-29  [2013-07-03]. （原始内容存档于2014-08-22）.

## 外部連結
- "Last of the Time Lords" 在 BBC《異世奇人》的主頁
- "Utopia" / "The Sound of Drums" / "Last of the Time Lords" 在 異世奇人參考導覽
- "The Sound Of Drums" / "Last Of The Time Lords" 在 異世奇人: 時間（旅行）簡史
- 互联网电影数据库上最後的時間領主的资料（英文）